# Лухнево
Лухнево — деревня в Устюженском районе Вологодской области.
Входит в состав Залесского сельского поселения, с точки зрения административно-территориального деления — в Залесский сельсовет.
Расстояние по автодороге до районного центра Устюжны — 36 км, до центра муниципального образования деревни Малое Восное — 16 км. Ближайшие населённые пункты — Денисово, Дорино, Ярцево.

## Демография
Население по данным переписи 2002 года — 19 человек.